# Magomed Tažudinovič Gadžiev
Magomed Tažudinovič Gadžiev (in russo Магомед Тажудинович Гаджиев?; Machačkala, 7 aprile 1965) è un politico russo.
Deputato della Duma di Stato dell'Assemblea Federale della Federazione Russa della IV, V, VI e VII convocazione. È un membro del partito Russia Unita e del Comitato per lo sviluppo della società civile, associazioni pubbliche e religiose.

## Biografia
Nel 1996 si è laureato presso l'Institute of Management and Business di Machačkala, e nel 1998 presso la Facoltà di Giurisprudenza dell'Università statale del Daghestan.
Dopo la smobilitazione, è stato nominato vicedirettore (1985-1994), poi direttore (1994-1996) della base di equipaggiamento Khusceckaja dell'associazione Dagvino della RSSA Daghestana. Nel 1996, dopo essersi diplomato, è stato assunto dal Dipartimento per la protezione, la riproduzione degli stock ittici e la regolamentazione della pesca del Caspio occidentale come vice capo del dipartimento. Dal 1998 al 2001 è stato nominato vice capo dell'ispettorato fiscale per la Repubblica del Daghestan, quindi è stato nominato vice capo del dipartimento del Ministero delle Finanze e delle Entrate per la Repubblica del Daghestan.
Dal 2001 divenne vice capo dell'Ispettorato interregionale del Ministero delle Finanze e delle Entrate della Federazione Russa per il Distretto Federale Meridionale. Nel dicembre 2003 è stato eletto alla IV convocazione della Duma di Stato.
Nel 2007 è stato eletto alla V convocazione della Duma di Stato nell'ambito della lista federale dei candidati presentata dal partito politico panrusso "Russia Unita"
Nel dicembre 2011 si è candidato dal partito “Russia Unita” per i deputati della Duma di Stato della Federazione Russa, secondo i risultati della distribuzione dei mandati, è stato eletto come deputato alla VI convocazione della Duma di Stato.
Nel settembre 2016 è stato nominato alla Duma di Stato della Federazione Russa dal partito “Russia Unita”, in base ai risultati della distribuzione dei mandati, è stato eletto alla VII convocazione della Duma di Stato.
Nel giugno 2022, durante l'invasione russa dell'Ucraina, sono stati inviati aiuti umanitari ai residenti delle regioni di Doneck e Lugansk, raccolti a spese personali di Gadžiev. Un’autocolonna con gli hashtag "#per i nostri" "#non abbandoniamo i nostri" consegnava generi alimentari e beni di prima necessità. L'ex deputato ha anche organizzato l'invio di equipaggiamento militare per i suoi connazionali volontari che combattono in Ucraina.
Nel 2022, il capo della Repubblica separatista di Doneck, Denis Pušilin, ha espresso gratitudine a Gadžiev per "il completo supporto e la partecipazione al destino del Donbass".

## Attività legislativa
Dal 2004 al 2019, durante l'esecuzione dei poteri come deputato della Duma di Stato, è diventato coautore di 303 iniziative legislative e modifiche a disegni di legge federali, comprese quelle relative all'annessione della Crimea.
Ha votato in favore a una serie di progetti di legge, tra cui Legge Jarovaja, che vieta ai cittadini statunitensi di adottare bambini dalla Russia.

## Gradi
Maggior Generale della Guardia di Finanza.

## Critica
Un gruppo di politici dell'UE, degli Stati Uniti e dell'Ucraina ha chiesto sanzioni contro Gadžiev tra gli altri per il loro sostegno all'invasione russa dell'Ucraina. In particolare, il politologo americano Jason Smart ha pubblicato un post su Twitter, in cui ha osservato che "Magomed Gadžiev dovrebbe essere soggetto a sanzioni statunitensi e dell'UE e non vivere la sua vita lussuosa nei paesi occidentali, sostenendo la guerra in Ucraina".
A seguito di un'indagine giornalistica dell'edizione rumena di RBN, è stato riferito che Gadzhiev ha tentato di ottenere la cittadinanza europea in cambio di fornire delle informazioni sulle autorità russe e sugli oligarchi russi.
Secondo Eureporter e il canale televisivo ucraino FreeDom, Gadžiev possiede proprietà immobiliari in Francia e a Miami.